# Tag
Tag hay nhãn là một từ khóa không có thứ tự hay một thuật ngữ nhằm chỉ một mẫu thông tin (như một bookmark trên internet, hình ảnh kỹ thuật số, hoặc một tệp tin máy tính). Loại dữ liệu biến đổi này giúp miêu tả một mục tin và cho phép người sử dụng tìm lại mục đó bằng cách duyệt hay tìm kiếm. Từ khóa được chọn dựa vào thông tin của người tạo mục tin hoặc lượng người xem, tùy vào hệ thống. Trên một trang web, nếu có nhiều người sử dụng đặt nhiều từ khóa cho một mục thì tập hợp các từ khóa đó gọi là folksonomy cho mục đó.
Tag được sử dụng phổ biến trên các trang web có ứng dụng Web 2.0 và là một đặc trưng quan trọng của nhiều dịch vụ Web 2.0. Hiện nay tag cũng là một phần trong số các phần mềm máy tính.

## Lịch sử và bối cảnh
Từ lâu người ta đã áp dụng việc sử dụng từ khóa (tag) trên các trang web đầu tiên để các nhà xuất bản có thể hỗ trợ người sử dụng tìm kiếm nội dung. Vào năm 2003, trang web lưu trữ Delicious Social Bookmarking cung cấp cho người sử dụng một phương thức để thêm "từ khóa" vào trong bookmark của họ (một cách hỗ trợ tìm kiếm sau này); đồng thời Delicious cũng cung cấp các kết quả dò tìm tổng hợp về những bookmark mà người sử dụng đã đặt cho một từ khóa riêng.
Flickr cho phép người sử dụng thêm những từ khóa tự do vào những hình ảnh của mình, tạo nên một dữ liệu biến đổi linh động nâng cao khả năng dò tìm của hình ảnh. Thành công của Flickr và ảnh hưởng của Delicious đã phổ biến hóa khái niệm này, và các trang web xã hội khác – như là YouTube, Technorati, và Last.fm – cũng sử dụng từ khóa. "Nhãn" (labels) trong Gmail cũng tương tự như từ khóa.
Các trang web sử dụng từ khóa thường xếp tập hợp các từ khóa thành cụm. Từ khóa có ích cho cả người sử dụng và cả những công dụng khác của trang web. Tập hợp các từ khóa này gọi là folksonomy.
Trong một hệ thống từ khóa, có một số không giới hạn các phương thức phân loại một mục tin, và không có lựa chọn nào là "sai" cả. Thay vì thuộc về một phân loại, một mục có thể có nhiều từ khóa khác nhau.
Ví dụ như ở Việt Nam, trang web lưu trữ cộng đồng buzz.vn cho phép người sử dụng tạo nhiều từ khóa cho một mục mới. Một trang blog nổi tiếng có thể thuộc về phân loại "Đời Sống", nhưng người sử dụng có thể gán cho nó nhiều từ khóa khác như "nổi tiếng", "người nổi tiếng", "xinh đẹp", "hình ảnh"… Mỗi từ khóa sau đó sẽ hoạt động như một đường link, mà khi nhấp vào đường link đó nó sẽ dẫn bạn đến một trang hiển thị tất cả các bookmark khác có cùng từ khóa. Những từ khóa như vậy nếu được sử dụng đúng thì có thể cung cấp một hệ thống phân loại chi tiết và tự do cho việc tìm kiếm và lưu trữ nội dung, trái ngược với các phân loại theo thứ tự (Thể thao/Bóng Đá) trên các trang web như báo Tuổi Trẻ và Thanh Niên.
Hệ thống từ khóa ở Việt Nam được sử dụng trên các trang web truyền thông đại chúng, blog và gần đây hơn là trên các phần mềm diễn đàn.